# Lucien Acou
Lucien Acou (Vinkem, 28 maart 1921 – Jette, 15 februari 2016) was een Belgisch wielrenner.

## Biografie
Acou was als wielrenner actief van 1942 tot 1956.  In zijn amateurtijd was hij vooral actief als wegrenner; tijdens zijn profcarrière was hij hoofdzakelijk baanwielrenner. Hij behaalde tevens enkele successen als zesdaagse-wielrenner.
In 1944 werd hij 3e bij de Belgische nationale kampioenschappen achtervolging.
Hij reed in totaal 32 keer de zesdaagse, waarin hij tweemaal als eerste finishte. Beide keren met zijn landgenoot Achiel Bruneel als koppelgenoot.
Lucien Acou werd in 1967 de schoonvader van Eddy Merckx toen Eddy trouwde met zijn dochter Claudine.

## Overzicht zesdaagse-overwinningen
| Nr. | Jaar | Zesdaagse van | Samen met      |
| --- | ---- | ------------- | -------------- |
| 1.  | 1952 | Brussel       | Achiel Bruneel |
| 2.  | 1954 | Dortmund      | Achiel Bruneel |

## Resultaten in voornaamste wedstrijden
| Jaar | Luik-Bast.‑Luik |
| ---- | --------------- |
| 1951 | 40e             |

## Ploegen
- 1942 Europe
- 1943 Europe-Dunlop
- 1944 A. Trialoux-Wolber
- 1945 Helyett
- 1946 Helyett
- 1947 Helyett
- 1948 Helyett
- 1949 Gitane-Hutchinson
- 1950 Alcyon-Dunlop
- 1951 Colomb-Dunlop
- 1952 Plume Sport
- 1953 Plume Sport
- 1953 Van Hauwaert